# Аллахабадский договор
Аллахабадский договор (англ. Treaty of Allahabad) — соглашение, подписанное 16 августа 1765 года в Аллахабаде между навабом Ауда Шуджой уд-Даулой и лордом Робертом Клайвом из Британской Ост-Индской компании после битвы при Буксаре (22 октября 1764 года). Ауд возвращался к Шудже ад-Даулу, но при этом он лишался округов Аллахабад и Кора. Наваб Ауда должен был выплатить 50 лакхов рупий в качестве компенсации для Британии. Также в Ауд вводились британские войска для охраны его границ, их содержание обязан был оплачивать сам наваб. Договор также предусматривал, чтобы Шуджа уд-Даула вернул Балванту Сингху провинцию Бенарес до тех пор, пока последний будет продолжать платить налоги компании.
За могольским падишахом Шах Аламом II компания закрепляла округа Кора и Аллахабад в качестве земельной собственности (англ. demesne) для поддержания его достоинства и покрытия издержек. Данные уступки Шах Алам II получил в обмен на свой фирман от 12 августа 1765 года, тесно связанный с Аллахабадским договором. Согласно данному фирману, Шах Алам II даровал дивани, или право управлять территорией и собирать налоги, Ост-Индской компании. Эти права были получены компанией, чтобы собирать налоги с населения Бихара, Бенгалии и Ориссы. Также компания предоставляла падишаху ежегодную выплату в виде 26 лакхов рупий (260 000 британских фунтов) на собственные расходы и 53 лакха рупий, которые должны были идти на содержание низамата Бенгалии.